# Блатница (Штефање)
Блатница (хрв. Blatnica) је насељено место у општини Штефање, Бјеловарско-билогорска жупанија, Хрватска.

## Историја
До територијалне реорганизације у Хрватској била је у саставу старе општине Чазма.

## Становништво
У попису становништва из 2011. године, Блатница је имала 130 становника.
| Број становника према пописима | Број становника према пописима | Број становника према пописима | Број становника према пописима | Број становника према пописима | Број становника према пописима | Број становника према пописима | Број становника према пописима | Број становника према пописима | Број становника према пописима | Број становника према пописима | Број становника према пописима | Број становника према пописима | Број становника према пописима | Број становника према пописима | Број становника према пописима |
| ------------------------------ | ------------------------------ | ------------------------------ | ------------------------------ | ------------------------------ | ------------------------------ | ------------------------------ | ------------------------------ | ------------------------------ | ------------------------------ | ------------------------------ | ------------------------------ | ------------------------------ | ------------------------------ | ------------------------------ | ------------------------------ |
| 1857                           | 1869                           | 1880                           | 1890                           | 1900                           | 1910                           | 1921                           | 1931                           | 1948                           | 1953                           | 1961                           | 1971                           | 1981                           | 1991                           | 2001                           | 2011                           |
| 266                            | 279                            | 266                            | 341                            | 339                            | 352                            | 370                            | 306                            | 321                            | 313                            | 284                            | 236                            | 196                            | 151                            | 148                            | 130                            |

### Попис1991.
У попису становништва из 1991. године, Блатница је имала 151 становника, следећег националног састава:
| Попис 1991.‍  | Попис 1991.‍  | Попис 1991.‍ | Попис 1991.‍ | Попис 1991.‍ |
| ------------ | ------------ | ----------- | ----------- | ----------- |
|              |              |             |             |             |
| Хрвати       | Хрвати       |             | 130         | 86,09%      |
| Срби         | Срби         |             | 16          | 10,59%      |
| неопредељени | неопредељени |             | 5           | 3,31%       |
| укупно: 151  |              |             |             |             |

### Попис1910.
| Блатница                                             | Блатница                                                      |
| ---------------------------------------------------- | ------------------------------------------------------------- |
| језик                                                | вера                                                          |
| укупно: 352 Хрватски 279 (79,26%) Српски 73 (20,73%) | укупно: 352 Римокатолици 279 (79,26%) Православци 73 (20,73%) |